# Oliver! (musical)
Oliver! – brytyjski musical z 1960 z librettem i muzyką Lionela Barta. Libretto oparte zostało na powieści Charlesa Dickensa pt. Oliver Twist. Musical został pierwszy raz wystawiony w londyńskim West End Theatre w 1960 r. W 1963 inscenizację przeniesiono na Broadway. W 1968 powstała adaptacja filmowa – Oliver!. Styczeń 2009 przyniósł nową inscenizację w Londynie.
Oliver! był pierwszą musicalową adaptacją powieści Dickensa graną w teatrze (wcześniej – w latach 50. XX wieku – zrealizowano aż dwie filmowe adaptacje musicalowe Opowieści wigilijnej). Cieszył się w Wielkiej Brytanii i za oceanem wielką popularnością. W przedstawieniu wykorzystano ruchomą scenę zaprojektowaną przez Seana Kenny'ego. Przedstawienie wylansowało późniejszych aktorów, m.in. Davy'ego Jonesa, Phila Collinsa, Alana Paula, Tony'ego Robinsona.

## Spektakl grany w polskich teatrach
- 17 marca 1990 – Teatr Muzyczny w Gdyni
- 15 października 1994 – Opera Wrocławska
- 25 kwietnia 2009 – Teatr Rozrywki w Chorzowie

Musical w chorzowskiej Rozrywce wyreżyserowała Magdalena Piekorz, według przekładu Daniela Wyszogrodzkiego. Kostiumy zaprojektowała Dorota Roqueplo. Autorami scenografii byli Marcel Sławiński i Katarzyna Sobańska. Choreografię przygotował Jacek Badurek. Kierownictwem muzycznym zajął się Jerzy Jarosik. W rolach głównych wystąpili (od czerwca 2011): Wojciech Kordeusz (Oliver Twist), Tomasz Steciuk, Dominik Koralewski (Fagin), Roger Karwiński, Piotr Janusz (Szelma), Witold Szulc (Bill Sikes), Anna Buczkowska (Betinka), Marta Florek, Wiola Machlar (Nancy), Elżbieta Okupska (Pani Corney), Aleksandra Zawalska (Pani Sowerberry), Jacenty Jędrusik (Pan Bumble), Mirosław Książek (Pan Sowerberry), Jan Bógdoł (Dr Grimwig), Andrzej Kowalczyk (Pan Brownlow), Małgorzata Gadecka (Stara Sally), Marta Kotowska, Aleksandra Zawalska (Pani Bedwin), Emilia Majcherczyk (Karolka), Wojciech Stolorz (Noe).
W rolach głównych wystąpili (od grudnia 2012): Maciej Marcin Tomaszewski, Szymon Poniszowski (Oliver Twist), Tomasz Steciuk, Dominik Koralewski (Fagin), Kacper Andrzejewski, Piotr Janusz (Szelma), Witold Szulc (Bill Sikes), Anna Buczkowska, Julia Kurzydlak, Aleksandra Szymańczyk (Betinka), Marta Florek, Wiola Machlar (Nancy), Elżbieta Okupska (Pani Corney), Aleksandra Zawalska (Pani Sowerberry), Jacenty Jędrusik (Pan Bumble), Mirosław Książek (Pan Sowerberry), Jan Bógdoł (Dr Grimwig), Andrzej Kowalczyk (Pan Brownlow), Maria Meyer (Stara Sally), Aleksandra Zawalska (Pani Bedwin), Emilia Majcherczyk (Karolka), Wojciech Stolorz, Marek Chudziński.